# Oz (Buffyverso)
Oz (Daniel Ozbourne) es un personaje de la serie de televisión Buffy  la cazavampiros, interpretado por Seth Green.

## Historia del personaje
Oz es el guitarrista de la banda Dingoes Ate My Baby, de pocas pero elocuentes palabras es el primero en darse cuenta de lo especial que es Willow como chica. Su nombre completo es Daniel Ozbourne. Se enamora de Willow, quien decide permanecer con él incluso cuando se convierte en  un hombre lobo al ser mordido en el dedo índice por su primo. Oz encuentra a Willow en brazos de Xander, pero es capaz de perdonar a Willow y su relación se hace más estrecha. Su relación con Willow lo integra en la pandilla, y patrulla muy eficazmente con Xander y Willow el verano que Buffy abandona Sunnydale.
También va a la Universidad de Sunnydale donde encuentra a Veruca, mujer lobo. Una noche de luna llena se escapa de su jaula y se despierta, desnudo al lado de Veruca. La chica trata de convencerle de que deben estar juntos y de que no ignore el lobo que lleva dentro. El trata de resistir pero Willow les encuentra a la mañana siguiente desnudos en la jaula, por lo que Oz decide dejar Sunnydale para intentar encontrar una cura a su condición. Está muy enamorado de Willow y no quiere hacerle daño.Oz pasa una temporada en Rumanía, México e incluso el Tíbet, donde aprende a controlar su espíritu lobuno. Pero cuando regresa descubre que Willow tiene una relación con Tara, lo que hace que no pueda controlar el hombre lobo que lleva dentro, transformándose y siendo capturado por la Iniciativa, la pandilla le rescata pero decide irse para siempre de la ciudad tras despedirse de Willow. Ambos prometen que se volverán a encontrar en el futuro.

## Poderes
La fisiología de Hombre-lobo le permite transformarse en una bestia lobuna, con una enorme fuerza, velocidad y sentido del olfato. Al contrario que la mayoría de los hombres-lobos que cambian a su forma animal durante las noches de luna llena, Oz consigue adquirir cierto control sobre sus transformaciones, pero fallan cuando sufre un trastorno emocional. Sus potenciados sentidos, permanecen incluso con su forma humana, mejorando su olfato, su oído y su vista.

## Apariciones
Oz (Daniel Ozbourne) apareció en 40 episodios canónicos dentro del Buffyverso:
Buffy la cazavampiros
- Segunda temporada:
  - Inca la momia Chica
  - Brujas
  - ¿Que es lo que tengo parte 1 y parte 2
  - Suferficie
  - Inocente
  - Faces
  - Hechizada,embrujada y hechizada
  - La transformación Parte 1 y 2

- Cuarta temporada:
  - Luna nueva
  - Sin Descanso" (en un sueño)

Angel
- En la oscuridad

- Datos: Q2565764